# Судная ночь 3
«Су́дная ночь 3» (англ. The Purge: Election Year — «Чистка: Год Выборов») — триллер-антиутопия 2016 года режиссёра и сценариста Джеймса Демонако, продолжение фильмов «Судная ночь» и «Судная ночь 2». В главных ролях: Фрэнк Грилло, Элизабет Митчелл, Майкелти Уильямсон, Эдвин Ходж. Премьера фильма в США состоялась 1 июля 2016 года, в России — 28 июля 2016 года.

## Сюжет
Спустя два года после событий Судной ночи 2023 года сержант Лео Барнс (Фрэнк Грилло) служит телохранителем сенатора Чарли Роан (Элизабет Митчелл), которая лидирует в финальной гонке президентских выборов, и у которой в одну из «Судных ночей» была убита вся её семья. Чарли является главным оппозиционером правящей партии «Новые Отцы-основатели США» и, выступая на дебатах, пытается открыть людям правду: «Судная ночь» позволяет богатым наживаться на истреблении бедных. Её поддерживает в этом лидер противников «Судной ночи» Данте Бишоп (Эдвин Ходж). Главный тезис Чарли — если она победит на выборах, то наложит вето на «Судную ночь». Конкурент Чарли — кандидат от «Новых Отцов-основателей» министр Эдвидж Оуэнз (Кайл Секор). Население США давно разделено на два лагеря — одни поддерживают Чарли, другие считают «Судную ночь» отличным примером демократической свободы (в эту ночь в страну даже съезжаются множества иностранных туристов, чтобы поучаствовать в ней). «Отцы-основатели» во главе с лидером Калебом Уоррензом (Рэймонд Дж. Бэрри) затевают против Чарли тайный заговор, чтобы не дать ей совершить задуманное, поскольку, если она победит на выборах, то эта «Судная ночь» станет последней. Так, за несколько дней до начала самой ночи они, якобы в рамках общественного доверия, отменяют закон, по которому определённые группы людей (в их число входила и Чарли) имели в «Судную ночь» статус неприкосновенности — теперь же иммунитета лишены все. Лео предлагает Чарли переждать ночь в специальном убежище, но та решает провести её дома, считая, что так будет справедливо.
Владелец гастрономического магазина Джо Диксон (Майкелти Уильямсон) обнаруживает, что компания, занимающаяся страхованием от уронов в «Судную ночь», завысила страховые взносы и поэтому он и его помощник Маркос (Джозеф Джулиан Сория) решают в эту ночь посторожить магазин. Их подруга и медицинский работник Лэйни Рукер (Бетти Гэбриел) и её коллега Дон (Лиза Колон-Зайас) садятся в фургон с крестом и разъезжают по улицам города, чтобы лечить раненных (несмотря на вышеупомянутый закон, существует негласное правило не трогать медиков-добровольцев). Через некоторое время после начала «Судной ночи» начальник Лео Купер (Итан Филлипс), которого подкупило правительство, впускает в дом Чарли отряд правительственных наёмников во главе с Эрлом Данзигером (Терри Серпико). Те убивают наружную охрану, но Лео удаётся благополучно вывести Чарли из дому, хотя сам он получает несмертельное ранение в плечо. Перед Лео встаёт тяжёлая задача — любой ценой не дать Чарли погибнуть до рассвета, потому что на кону стоит будущее всей страны. На одной из улиц на них нападают туристы-убийцы, но на помощь приходят Джо и Маркус. Лео и Чарли решают переждать «Судную ночь» в магазине Джо, но через какое-то время к магазину подкатывает ошалевшая от вседозволенности молодёжь, возглавляемая двумя девочками-подростками, которые днём пытались совершить в магазине Джо кражу. Они пытаются прорваться в магазин, но половину их группы убивает приехавшая на помощь Лэйни. Все четверо забираются к ней в фургон и решают уехать подальше от центра.
В какой-то момент по фургону неожиданно открывают огонь с вертолёта. Лео обнаруживает, что их перемещение всё это время отслеживалось благодаря застрявшей у него в плече пуле, которая оказывается с сигнальным маячком. Заручившись помощью местной крипз-банды, им удаётся расправиться с посланными по их следу наёмниками, после чего Лэйни и Дон везут их в организованное Данте Бишопом секретное убежище для бедняков — с больницей, столовой и вербовкой волонтёров. Познакомившись с самим Данте, Чарли с ужасом понимает, что в эту ночь Данте и его люди хотят совершить покушение на Эдвиджа Оуэнза, который каждую «Судную ночь» в местной католической церкви проводит всеночную службу для «Отцов-основателей» и спонсоров «Судной ночи». Чарли просит Данте не убивать Эдвиджа, потому что хочет, чтобы её победа на выборах была честной, а также потому, что «Новые Отцы-основатели» тогда приравняют Эдвиджа к мученикам, что подорвёт поддержку Чарли на выборах. Данте её не слушает, но в это время к убежищу подъезжает уже целая армия правительственных наёмников, и людей приходится срочно эвакуировать. Лео и Чарли снова садятся в фургон Лэйни, но внезапно фургон таранит грузовик наёмников. Хотя все остаются живы, наёмники увозят с собой Чарли. Лео, догадавшись, что её везут к Эдвиджу, срочно спешит к Данте, чтобы уговорить его поменять планы.
В церкви Чарли становится свидетельницей того, что Эдвидж проводит для элиты публичное убиение всех, кто, по его словам, не даёт американскому обществу «очиститься от скверны». Так, на её глазах науськанный Эдвиджем его помощник-священник Хармон Джеймс (Кристофер Джеймс Бэйкер) закалывает ножом на алтаре местного наркомана. Когда доходит очередь до Чарли, то Эдвидж, поскольку Чарли — случай особый, предлагает провести над ней экзекуцию самим «Отцам-основателям». В самый последний момент в церковь врываются Лео, Джо, Маркус, Лэйни и Данте со своей группой, которым удаётся перестрелять некоторых «Отцов-основателей», их охрану и наёмников. Данте захватывает Эдвиджа в одной из задних комнат, где обнаруживаются ещё несколько связанных пленников, которых Эдвидж хотел убить в эту ночь. Чарли взывает к совести Данте, говоря, что если он убьёт Эдвиджа, то тогда ничем не будет отличаться от «Новых Отцов-основателей». Данте признаёт её правоту, а Чарли обещает Эдвиджу, что заставит его во время выборов ответить за всё. Данте и Лео, чтобы обеспечить уход из церкви, добивают остатки наёмников, но на них нападает Эрл и убивает Данте. Лео дерётся с Эрлом врукопашную и, хотя перевес на стороне Эрла (потому что он одет в бронежилет, а Лео — ранен в плечо), Лео удаётся в конечном итоге его убить ножом. Тем временем на Чарли нападает выживший в перестрелке Хармон, но Джо принимает на себя огонь и в перекрёстной перестрелке убивает Хармона, но сам тоже погибает. Умирая, он просит Чарли во что бы то ни стало победить на выборах, а Маркуса и Лэйни — позаботиться о его магазине.
Спустя два месяца Маркус ремонтирует магазин Джо и одновременно смотрит новости по телевизору, где сообщается, что Чарли победила на выборах, и что по всей стране начались инциденты, вызванные протестами сторонников «Судной ночи».

## В ролях
- Фрэнк Грилло — Лео Барнс
- Элизабет Митчелл — сенатор Чарли Роан
- Майкелти Уильямсон — Джо Диксон
- Эдвин Ходж — «Незнакомец» / Данте Бишоп
- Кайл Секор — министр Эдвидж Оуэнс
- Итан Филлипс — шеф Купер
- Адам Кантор — главный сотрудник безопасности Эрик Бусмалис
- Бетти Гэбриел — подруга продавца, медицинский работник Лэйни Ракер
- Джозеф Джулиан Сория — помощник продавца Маркос
- Терри Серпико — лидер наёмников Эрл Данцингер
- Бриттани Мирабиле — школьница #1 Кимми
- Рэймонд Дж. Барри — верховный лидер НООА Калеб Уорренс
- Кристофер Бейкер — помощник НООА Хармон Джеймс
- Лиза Колон-Зайас — подруга Лэйни Ракер, медицинский работник Дон
- Джаред Кемп — раненный участник судной ночи Рондо
- Дэвид Аарон Бэйкер — пресс-секретарь НООА Томми Розеланд
- Хуани Фелиз — школьница #2, Подруга Кимми
- Нахим Гарсия — Анхель Муньос, помощник Данте Бишопа
- Бэрри Нолан — Репортер #1

## Создание фильма
В августе 2014 года продюсер Джейсон Блум объявил о создании третьей части фильма «Судная ночь». В октябре того же года было объявлено, что над фильмом вновь будет работать Демонако, а также продюсеры — Майкл Бэй, Эндрю Форм и Брэд Фуллер.
Фильм изначально задумывался как приквел, но идея приквела была отменена после того, как актёр Фрэнк Грилло согласился вернуться к роли Лео Барнса, о чём было объявлено 3 августа 2015 года. 10 сентября 2015 года было подтверждено участие ещё 4-х актёров: Майкелти Уильямсона, Бетти Гэбриел, Эдвина Ходжа и Элизабет Митчелл.

## Съёмки
Съёмки картины начались 16 сентября 2015 года в штате Род-Айленд. Главную улицу столицы штата города Провиденса преобразили в Вашингтон.